# Killing for the Prosecution
Pour plus de détails, voir Fiche technique et Distribution.
Killing for the Prosecution (検察側の罪人, Kensatsugawa no zainin) est un thriller japonais écrit et réalisé par Masato Harada, sorti en 2018. Il s'agit de l'adaptation du roman homonyme de Shūsuke Shizukui, publié en septembre 2013.

## Synopsis
Un jeune procureur Keiichiro Okino (Kazunari Ninomiya) est affecté au bureau de Tokyo chargé des affaires violentes et est ravi de travailler avec Takeshi Mogami (Takuya Kimura) qu'il admire. Un jour, un ancien prêteur est tué et un certain Shigeo Matsukura est suspecté. Il avait emprunté de l'argent à la victime. Dans le passé, Shigeo Matsukura avait témoigné dans une affaire de meurtre d'une écolière. Takeshi Mogami est conscient du lourd chagrin de la famille de la fille décédée et fait de son mieux pour prouver la culpabilité de Shigeo Matsukura.

## Fiche technique
- Titre : Killing for the Prosecution[1]
- Titre original : 検察側の罪人 (Kensatsugawa no zainin?)
- Réalisateur : Masato Harada
- Scénario : Masato Harada, d'après un roman de Shūsuke Shizukui (ja)
- Photographie : Takahide Shibanushi (ja)
- Montage : Eugene Harada
- Musique : Harumi Fūki
- Pays d'origine :  Japon
- Langue originale : japonais
- Genre : thriller
- Durée : 123 minutes[2]
- Date de sortie :
  - Japon : 24 août 2018[2]

## Distribution
- Takuya Kimura : Takeshi Mogami
- Kazunari Ninomiya : Keiichiro Okino
- Yuriko Yoshitaka : Saho Tachibana
- Yutaka Matsushige : Toshinari Suwabe
- Takehiro Hira : Kazuki Tanno

## Accueil
Killing for the Prosecution est premier du box-office japonais de 2018 lors de sa première semaine d'exploitation.